# أندي باكلي
أندي باكلي (بالإنجليزية: Andy Buckley)‏ مواليد 13 فبراير 1965 في ماساتشوستس، الولايات المتحدة، هو ممثل أمريكي بدأ مسيرته الفنية عام 1990. درس في جامعة ستانفورد.

## الأعمال
- الشخصان الآخران
- الحياة كما نعرفها
- الإشبينات
- الحرارة
- عالم جوراسي
- المحيط الهادي الأزرق
- سي اس آي: التحقيق في موقع الجريمة
- المقاطعة
- المكتب
- سي إس آي: ميامي
- تراكتاون

## وصلات خارجية
- أندي باكلي على موقع IMDb (الإنجليزية)
- أندي باكلي على موقع روتن توميتوز (الإنجليزية)
- أندي باكلي على موقع ألو سيني (الفرنسية)
- أندي باكلي على موقع قاعدة بيانات الفيلم (الإنجليزية)